# Histoire de la préfecture de Kumamoto
 (septembre 2016).

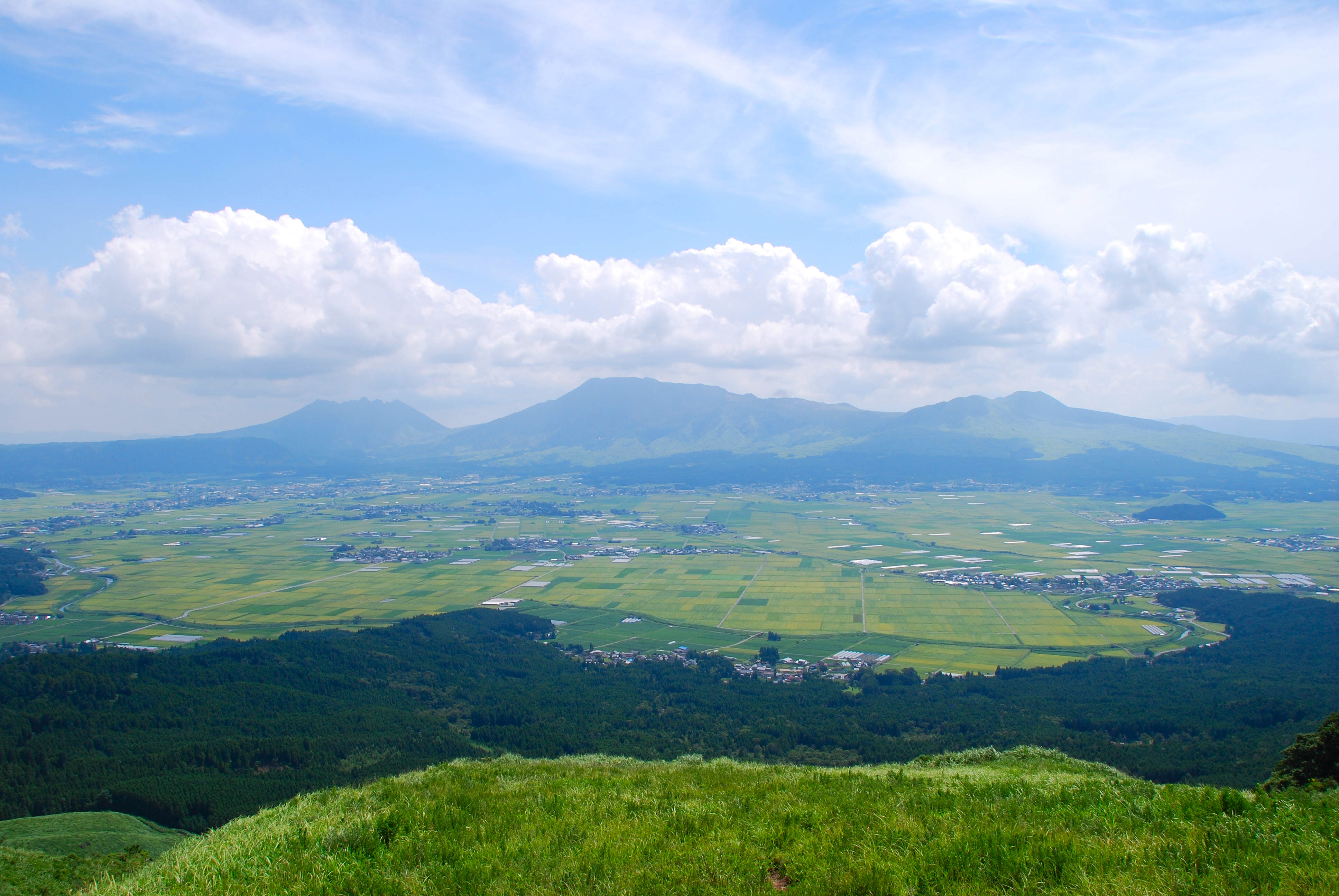
Le mont Aso et la caldera d'Aso vus de Daikanbou

L'histoire de la préfecture de Kumamoto est bien documentée depuis l'époque paléolithique jusqu'à nos jours. La préfecture de Kumamoto constitue la moitié orientale de Hinokuni (qui signifie « terre de feu ») et correspond à l'ancienne province de Higo, exception faite d'une partie du district de Kuma qui faisait partie du domaine de Sagara et de la ville de Nagashima, tous deux inclus dans la préfecture de Kagoshima.
La préfecture est grossièrement divisée en trois zones, à savoir la zone nord avec la Kikuchi-gawa, la Shira-gawa et le mont Aso; la zone de Kumagawa avec le bassin Hitoyoshi et les îles Amakusa. La première correspond au domaine de Kumamoto, la deuxième au domaine de Hitoyoshi et la troisième à Amakusa, autrefois contrôlée par le shogunat Tokugawa.
L'histoire de Kumamoto se caractérise par l'existence de kofuns et une importante activité volcanique, le régime du ritsuryō et l'essor conséquent des samouraïs, l'arrivée de Katō Kiyomasa en provenance de Nagoya, les guerres à l'époque du bakumatsu, dont la rébellion de Satsuma et les problèmes publics relatifs à la maladie de Minamata Après la mise en place du gouvernement Yamato ou Yamato Ouken, l'histoire de Kumamoto est constamment sous l'influence du gouvernement central.

## Kumamoto préhistorique
Environ un tiers des sites archéologiques du paléolithique inférieur au Japon se trouvent dans la préfecture de Kumamoto et quelques-uns d'entre eux ont été fouillés. Ils sont principalement situés dans les zones de l'extérieur du mont Aso et dans le district de Kuma. Le plus ancien est le site Ishinomoto dans Hirayama machi à Kumamoto, daté de plus de 30 000 ans par la méthode de datation par le carbone 14. Un grand nombre d'artéfacts ou d'outils de pierre tels que des haches et des couteaux ont été exhumés, ce qui suggère que Kyūshū était habité par un certain nombre de sociétés de chasseurs-cueilleurs.
À la même époque, Kyūshū connaît une activité volcanique au mont Aso, à la caldeira d'Aira dans la zone correspondant à l'actuelle préfecture de Kagoshima et à la caldeira de Kikai. Quatre grandes séries d'éruptions volcaniques du mont Aso entraînent des changements structurels, la dernière il y a environ 90 000 ans. La lave produit des matériaux de pierre qui vont plus tard être utilisés pour la construction de ponts dans la préfecture.

## Période Jōmon et période Yayoi

### Période Jōmon
Il y a peu de preuves d'activité humaine dans la première partie de la période Jōmon en raison de l'activité volcanique il y a environ 7 300 ans de la caldeira de Kikai. Les amas coquilliers de Goryo et de Kurohashi datent de l'âge moyen de la période de Jōmon. Plus tard, 13 amas à Kumamoto sont situés à 5 mètres au-dessus niveau de la mer. Dans l'amas coquilliers de Souhata, on trouve des entrepôts de glands et des hameçons de pierre à Amakusa. Un style particulier de céramiques appelées kokushokukenmadoki se développe en fonction de l'évolution des styles de vie. Des grains de riz brûlés et d'orge commune ont été trouvés dans une habitation caveau située dans l'amas coquilliers d'Uenobaru à Kumamoto. Il existe 770 sites archéologiques de la période Jōmon dans la préfecture de Kumamoto, dont l'amas coquillier de Kannabe à Kumamoto dans lequel ont été trouvés des dogūs et des pierres à moudre.

### Période Yayoi
Au cours de la période Yayoi apparaissent des habitations dans des groupes de forme annulaire dans lesquels ont été trouvés des onggi, des bocaux (tsubo) et des haches en pierre. La hauteur des habitations s'élève tandis qu'elles s'éloignent des bords de la mer. Les cultures et l'agriculture commencent pendant la période Yayoi parce que la plaine de Kumamoto s'étend en raison des sédiments apportés par les rivières. La riziculture se développe comme les amas coquillier le long des côtes. Du sel est produit par la combustion d'algues, ce qui est vérifié par la présence de petits coquillages brûlés. Des années plus tard, il y a des amas coquilliers comprenant des articles en fer le long de la Kuro-gawa, de la Shira-gawa et de la Kikuchi-gawa ainsi que dans l'amas de Futagozuka à Kumamoto, suggérant la production de ferronnerie dans cette zone. Au cours de la période Yayoi, il existe 740 amas coquilliers dans le territoire que couvre de nos jours la préfecture de Kumamoto, représentant 13 % des amas coquilliers au Japon. Dans les amas de Tokuo et Kogabaru, des miroirs de bronze ont été mis au jour.

## Terre de feu

Expansion du ‘’Yamato Ouken’’ (en vert) autour du XVIIe siècle; la préfecture de Kumamoto se trouve dans la partie sud de Kyūshū

Dans le Nihon Shoki, plus ancien document officiel du Japon, les premiers habitants du pays, les Wa, nomment un roi d'une petite zone soumise au Yamato Ouken, un chef d'agata nushi (un  agata était un district autonome sous la direction d'un chef ou seigneur de guerre). Le Yamato Ouken est considéré comme le précurseur de la maison impériale du Japon existant dans la région de Nara ou quelque part ailleurs et apparaît au IIIe siècle. Dans ce même document et aussi dans le Chikushi-koku-fudoki, existent trois districts (ou agata) dans l'actuelle préfecture de Kumamoto : l'agata Kuma, correspondant à la zone de Kuma; Asonken, correspondant à la zone du mont Aso et la zone de Yatsushiro, considérée comme ayant été plus étendue qu'elle n'est de nos jours. 
Il y a environ 1 300 kofuns dans la préfecture, ce qui représente 24 % des kofuns de tout le Japon. Près de la péninsule d'Uto se trouvent quelque 120 grands kofuns, ou tombes mégalithiques ou encore tumuli, construits entre le début du IIIe siècle et le début du VIIe siècle. La préfecture connaît une distribution concentrée de kofuns décorés dans lesquels divers modèles sont représentés, par exemple les seins d'une femme dans le kofun de Chibusan dans la ville de Yamaga. Dans un autre kofun de la ville d'Uto, l'enterrement d'une femme dans la trentaine est confirmée ce qui suggère la présence d'une miko, « femme chamane, médium » qui transmet les oracles des kamis. Une épée dans un kofun appelé kofun Eta Funayama porte des caractères chinois décrivant l'empereur Yūryaku, raison pour laquelle l'historien Wakatakeru suggère que cette région était sous le contrôle du Yamato Ouken. Un des gōzokus est baptisé Takebe-no-Kimi, (nom de famille propre aux samouraïs) par le Yamato Ouken et semble vivre près de Kokai-Honmachi, à cette époque près de Takebe.

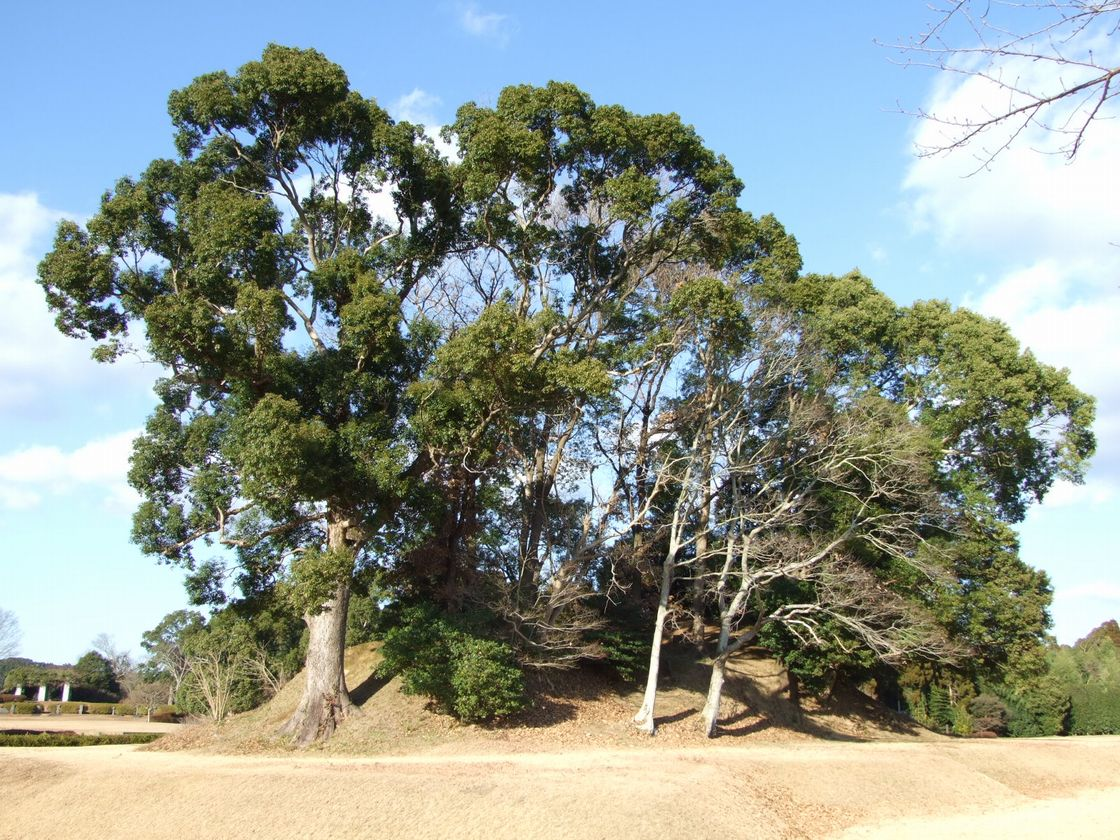
Kofun d’Etafunayma

Un groupe de kofuns à Nozu passe pour être le site de Hinokimi, c'est-à-dire le « roi du feu » ou peut-être le « roi de la rivière Hi ». Hinokimi est considéré comme un descendant de quelqu'un qui a répondu à l'empereur Keiko. Dans la période mythologique, l'empereur Keiko dans son voyage pour l'expansion du Yamato Ouken, a vu d'inexplicables taches de feu en mouvement, shiranui, (en japonais, littéralement « feu inconnu ») dans la mer d'Ariake et un gōzoku du pays répond qu'il ne connaît pas ce feu. Aujourd'hui, on ne peut voir ces taches de feu qu'un jour sur deux et il s'agit d'un phénomène optique à l'horizon qui fait apparaître des taches mobiles de feu provoqués par les bateaux de pêche « à travers les couches d'air chaud ».
En 527, la rébellion d'Iwai est réprimée par la cour Yamato. La rébellion est nommée d'après son chef, Iwai, que les historiens considèrent avoir été un puissant gouverneur de la province de Tsukushi. La rébellion joue un rôle important dans la consolidation du Japon naissant. L'éruption du mont Aso est décrite dans le Livre des Sui, probablement par le biais de l'influence du Yamato Ouken.

### Explication du Yamato Ōken
Il existe différents noms japonais pour une organisation politique / gouvernementale présente à partir du IIIe siècle de la période Kofun dans la région Kinki du Japon, composée de plusieurs familles puissantes, avec un Ō (« roi ») ou Ōkimi (« grand roi ») à son centre. Parmi ces noms figurent Yamato Chōtei (« cour de Yamato »), Yamato Ōken, Wa Ōken et Yamato Seiken. Dans le même temps, certaines opinions estiment que la présence de petits États de la région doit être respectée. À l'heure actuelle, Yamato Chōtei (« cour de Yamato ») est employé dans les manuels validés par le ministère japonais de l'éducation. Certains historiens jugent que le terme Chōtei (« cour ») ne doit pas être utilisé avant les IVe et Ve siècles. L'expression Yamato Ōken est provisoirement utilisé dans cet article.

## Higo et le systèmeritsuryō
Le nom « Higo » apparaît pour la première fois dans le Nihon Shoki, l'histoire officielle du Japon, dans sa description d'un soldat qui revient de l'empire Tang en 696 après 33 ans de captivité à la suite de la bataille de Hakusukinoe; Il s'agit de Mibu no Moroishi du district de Kohshi dans la province de Higo. Dans le même ouvrage, la construction du château de Kukuchi en préparation d'une éventuelle attaque est décrite comme ayant eu lieu en 696. Ce château est considéré comme un lieu de stockage. Dans le cadre du système légal ritsuryō du Japon, une branche du gouvernement central appelée kokufu (« branche du gouvernement central ») est installée dans les zones sous l'influence du gouvernement central. Dans la préfecture de Kumamoto, le kokufu est situé à Mashiki selon le Wamyō ruijushō et dans d'autres endroits selon d'autres livres. En tant que nom d'un lieu, kokubu se trouve dans la ville de Kumamoto et un bâtiment du IXe siècle a été retrouvé, dévasté par une inondation. En tant que fonctionnaire du gouvernement, Higonokami Michinokimi Obina est référencé, naît en 663 et occupe le poste de chef de la province de Higo. Il est également poète ayant participé à la compilation de l'anthologie Kaifūsō. Les chefs de la province de Higo sont Ki Natsui, Fujiwaha Yasumasa et Kiyohara no Motosuke; le dernier est un noble, poète waka et le père de Sei Shonagon, auteure des Notes de chevet. Contrairement à d'autres gouverneurs, Kiyohara se rend à Kumamoto. Le système ritsuryō est introduit au cours de la période Asuka et de la soie est transférée à la capitale pour imposition, ce qui est confirmé par le Wamyō ruijushō et le Shoku Nihongi. Le poisson et le riz sont aussi des articles destinés à l'imposition et Higo est un grand pays à cet égard. Des travaux de division des terres par des routes sont lancés et une infrastructure de transport, avec des stations, est préparée. La station Kokai a été mise au jour au sein du campus de l'université de Kumamoto.

## Tortues blanches
En 768, une tortue blanche est présentée au Yamato Oken d'Ashikita et en 771, deux autres tortues blanches en provenance d'Ashikita et Mashiki, toutes deux de Kumamoto, coïncidant avec le couronnement de l'empereur Konin et la mort de l'impératrice Kōken et le nom de l'ère est changé de ère Jingo-keiun à ère Hōki, ce qui signifie « tortue précieuse ». Dokyo, l'amant de l'impératrice Kōken perd le pouvoir. À la même époque, ceux placés sous l'influence du clan Fujiwara emportent le pouvoir sur ceux parmi le peuple de Kumamoto qui sont sous l'influence de la famille Ōtomo.

## L’essor des samouraï
Dans la dernière partie de l'époque de Heian, des groupes de samouraïs prennent le pouvoir et il en va de même dans la province de Higo, bien que l'unification ne se réalise pas avant le XVIe siècle. Parmi les groupes de samouraïs bien connus figurent le clan Kikuchi, le clan Aso, les Kihara de la région de Midorigawa, les Moroshima d'Amakusa, le clan Sagara de Hitoyoshi et les　Kumabe ; certains d'entre eux ont combattu lors de l'invasion Toi de 1019.

### Clan Kikuchi
Fujiwara Noritaka, petit-fils de Fujiwara no Takaie, qui a combattu lors de l'invasion Toi, serait à l'origine du clan Kikuchi. Il existe cependant de nos jours plusieurs hypothèses relatives à son origine : 1) un gōzoku local qui travaille à Dazaifu, 2) Un descendant de Kishitsu Fukunobu de Corée, 3) Un descendant de la famille Kukuchi, 4) Un descendant du clan Minamoto. Le clan Kikuchi jouit d'une forte présence dans la région, appartenant au groupe dans le centre du Japon par le maintien de leurs terres dans le système shouen. À l'époque où le clan Taira est au pouvoir, le clan Kikuchi approche le clan Taira, mais quand le clan Minamoto accède à son tour au pouvoir, les Kikuchi favorisent les Minamoto. Au cours de l'époque de Kamakura, le clan Kikuchi combat avec succès contre l'ennemi à Fukuoka lors de l'invasion mongole du Japon. Kikuchi Taketoki (1292–1333) est le 12e chef du clan Kikuchi. L'empereur Go-Daigo demande de l'aide à Taketoki qui devient le bras droit de Go-Daigo et en est récompensé. Taketoki rassemble de nombreuses personnes dans Kyūshū et prévoit d'attaquer le chinzei tandai Hōjō Hidetoki (aussi appelé Akahashi Hidetoki), mais le plan est découvert et les Hōjō attaquent en premier. Taketoki et son fils Yoritaka meurent au cours de cet assaut mais le clan Kikuchi reste cependant puissant dans cette zone.

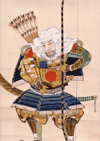
Kikuchi Taketoki.

### Clan Aso
Le clan Aso se crée lorsqu'un kannushi vénère le kami de la région du mont Aso et plus tard devient chef de l'agata en présentant leurs terres au Yamato Ouken et plus tard au groupe au pouvoir comme un domaine organisé (shoen). Ils deviennent un puissant groupe de samouraïs et se nomment eux-mêmes Dai-guji, c'est-à-dire « grands kannushis » et les meilleurs gōzokus ou samuraïs réunis. L'Aso-jinja serait le premier sanctuaire de la province de Higo avec des sanctuaires inférieurs comme le Kengun-jinja à Kumamoto et les sanctuaires Kosa et Kouriura qui étendent sa zone d'influence.

## Formation des groupes de samouraïs

### Légende de Minamoto no Tametomo
Dans la deuxième partie de l'époque de Heian, les samouraï ont fait la guerre dans presque toutes les régions du Japon et Shirakawa Jokyo selon la loi du cloître commence à contrôler les kokushis; la situation devient très complexe. Dans le Kyūshū, Minamoto no Tametomo, héros de Kyoto, fait l'objet d'un certain nombre de légendes. La légende de Minamoto no Tamotomo est interprétée comme le soulèvement de groupes de samuraïs dans les zones rurales ou périphériques du Japon contre les groupes de samouraïs précédemment dominants. Lorsque Taira no Kiyomori détient le pouvoir, de petits groupes de samouraïs doivent choisir de s'aligner avec le clan Taira ou de lui résister. La rébellion de Chinzei qui est mentionnée dans l'Azuma Kagami, le Heike monogatari et le Genpei Jōsuiki, coïncide avec le soulèvement de Minamoto no Yoritomo. Défaits, les groupes sont intégrés au sein du clan Heike.

## Le shogunat de Kamakura et les invasions mongoles du Japon
L'époque de Kamakura s'étend de 1185 à 1333. Les samouraïs dans l'est du Japon occupent le poste de Soujitou et le clan Kikuchi se range du côté du Gotoba-Joko et y perd dans une certaine mesure. En 1268 et 1271, le shogunat de Kamakura rejette la proposition des envoyés mongols pour la paix. Il ordonne à tous ceux qui possède des fiefs dans Kyūshū de résister à toutes les invasions mongoles. Takezaki Suenaga nous a conservé des images frappantes relatives aux invasions mongoles du Japon.

### Takezaki Suenaga

Représentation des invasions mongoles montrant Takezaki Suenaga (à droite)

Takezaki Suenaga (1246–1314) est un obligé originaire de la province de Higo qui prend part aux deux campagnes contre les Mongols. Il commande le Moko Shurai Ekotoba, rouleau illustré composé en 1293 et montrant son courage à la guerre. Durant l'invasion mongole de 1274. Suenaga combat à Fukuoka sous le commandement de Muto Kagesuke. Suenaga vend ses chevaux et selles afin de financer un voyage à Kamakura où il a fait part au shogunat de ses actions dans la bataille. Afin de recevoir une récompense du bakufu pour des actes valeureux, il est nécessaire que les exploits soient reconnus par des témoins et rapportés directement. De son propre aveu dans les rouleaux, Suenaga dit : « À part progresser et faire reconnaître mes actes, je n'ai d'autre raison de vivre », montrant que, premièrement, il veut avancer de façon significative en termes d'argent et de rang, et que, tout aussi important, il cherche gloire et reconnaissance.

## Période de Muromachi
L'époque de Muromachi est divisée en époque Nanboku-chō et période Sengoku.

### Période Nanboku-chō
La période Nanboku-chō s'étend de 1336 à 1392. L'empereur Go-Daigo commence par renverser le shogun Hōjō Takatoki et ordre est donné par le prince Kanenaga (ou prince Kaneyoshi) à différents groupes de samouraïs dans Kyūshū de se joindre à la révolte. Kikuchi Taketoki est tué à la bataille de Fukuoka. Les clans Kikuchi et Aso clans se rangent du côté de la Cour du Sud à Kyoto. Plus tard, la Cour du Nord l'emporte sur la Cour du Sud. Afin de renforcer le clan Kikuchi, Kikuchi Takeshige est fait Yoriaishu Naidan no Koto en 1338, ce qui signifie que les règles de prise de décision au sein du clan Kikuchi sont scellées avec le sang. Ceci se traduit dans la constitution Kikuchi, la plus ancienne signature de sang, conservée au Kikuchi-jinja.

### Période de Muromachi
Shibukawa Mitsuyori est responsable de la branche Kyūshū du gouvernement central, le Kyūshū tandai, la branche militaire du shogunat Ashikaga. Le clan Kikuchi résiste d'abord avant de se rapprocher plus tard du shogunat Ashikaga. Le clan commence à négocier avec la Corée et acquiert une certaine puissance. En 1481, un grand rassemblement pour « 10 000 rengas » (poésie collaborative) est organisé à Kikuchi, terre de la famille Kikuchi, montrant ainsi le haut degré de culture qui y règne. Plus tard le clan Kikuchi décline. Les familles Sagara se combattent entre elles dans la région de Hitoyoshi mais restent sur place car la région est encerclée de montagnes. Les familles Aso connaissent également des conflits internes dans la région d'Aso.

### Période Sengoku
La période Sengoku se situe à peu près entre 1467 et 1572. Le clan Kikuchi est affaibli et la province de Higo devient la terre du « terrain à tondre », ce qui signifie que le plus fort peut s'emparer de la terre du plus faible.

## Période Azuchi-Momoyama
La période Azuchi Momoyama s'étend de 1573 à 1603. Elle est suivie de l'époque d'Edo.

### Sassa Narimasa

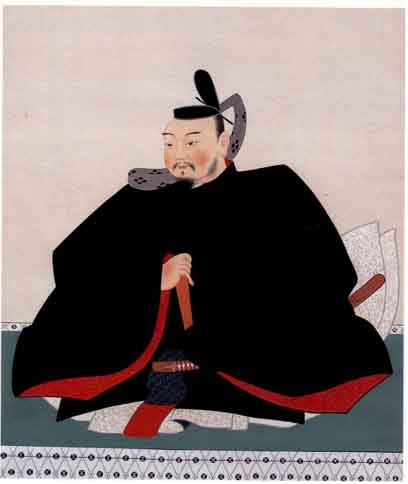
Sassa Narimasa

En 1587, Toyotomi Hideyoshi commence l'invasion de Kyūshū lors de guerre pour unifier le Japon et atteint Kumamoto le 16 avril. Il donne des lettres de réassurance quant à la possession de leurs terres à 52 personnes à Kumamoto et donne la province de Higo à Sassa Narimasa. Toyotomi ordonne que les mesures de terrain ne soient pas modifiées dans les trois années suivantes. Cependant, Sassa Narimasa ne respecte pas cet ordre ce qui entraîne le début du conflit ; Toyotomi ordonne alors la dissolution des groupes de samouraïs de Higo. Sassa Narimasa est responsable de ce conflit et il lui est ordonné de commettre seppuku. Le lendemain, Toyotomi Hideyoshi donne la moitié nord de la province de Higo à Katō Kiyomasa et la moitié sud à Konishi Yukinaga. Le clan Sagara de Hitoyoshi perd Yatsushiro et Ashikita mais conserve finalement la possession de Hitoyoshi. Cinq groupes de samouraïs de Amakusa résistent à Konishi Yukinaga mais sont finalement vaincus.

## Katō Kiyomasa

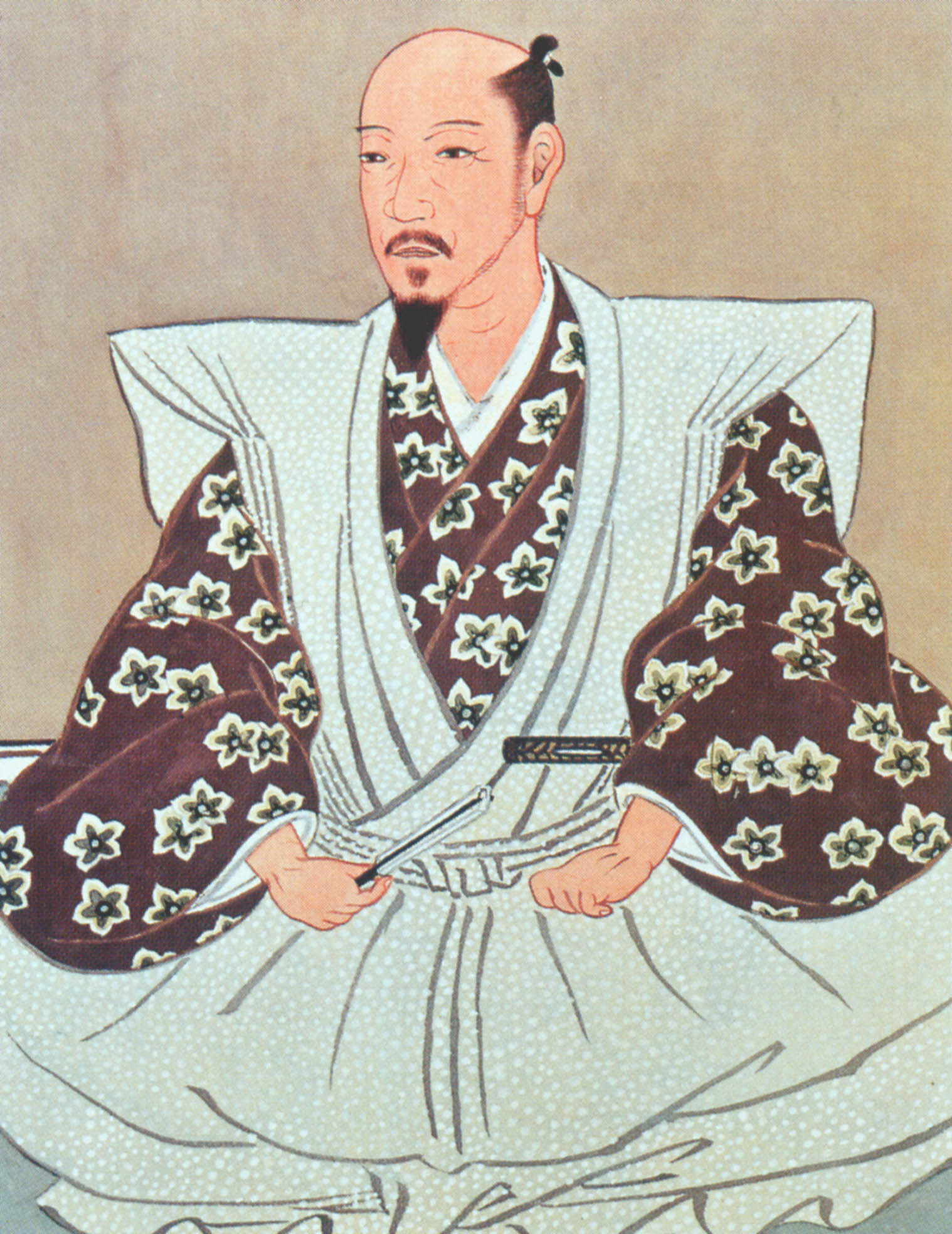
Katō Kiyomasa

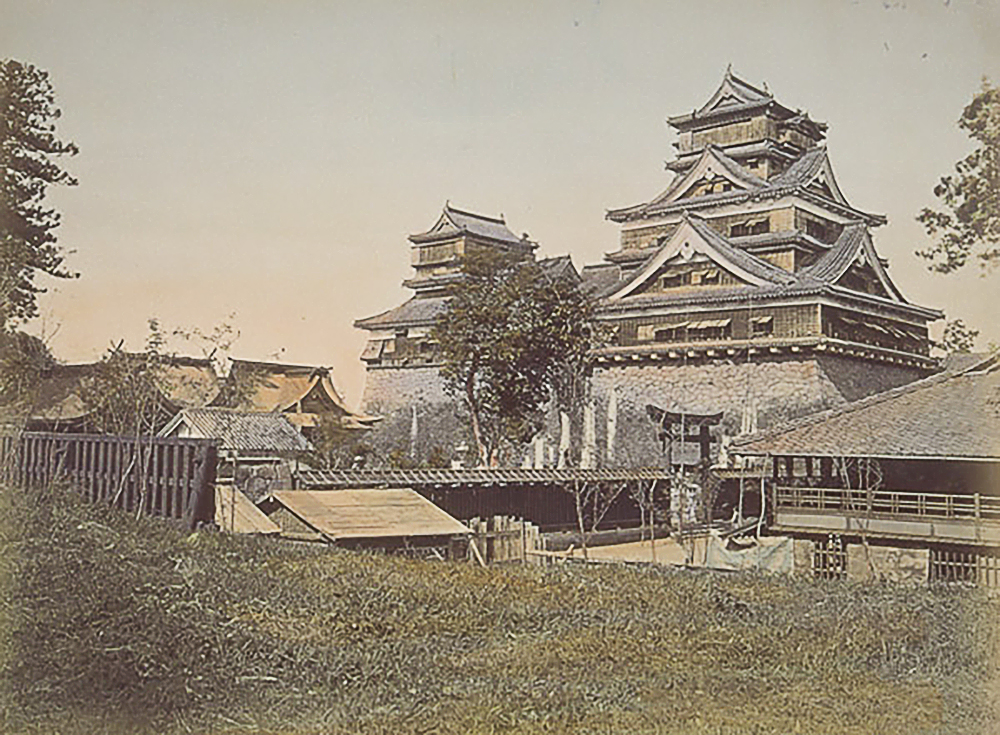
Le château de Kumamoto photographié dans les années 1870

La décisive bataille de Sekigahara (21 octobre 1600) ouvre la voix du shogunat à Tokugawa Ieyasu. À Kyūshū, Katō Kiyomasa et d'autres seigneurs samouraïs tels que Kuroda, Nabeshima, Hosokawa se rangent du côté de Tokugawa Ieyasu tandis que Konishi Yukinawa, Shimazu, Ootomo, Tachibana agissent au nom de Toyotomi Hideyoshi. Katō Kiyomasa attaque le château d'Uto et remporte la bataille quand la nouvelle de la défaite d'Ishida et celle de Konishi Yukinaga et de son exécution atteint Uto. Katō Kiyomasa reçoit la province de Higo, à l'exception de Hitoyoshi et Amakusa. Son revenu en riz atteint 540 000 koku (balles de riz) et il lui est demandé d'intégrer des obligés et d'accepter les anciens samouraïs appartenant à Konishi Yukinaga et Tachibana. Il commence à renforcer le château de Kumamoto et l'achève en 1607. Katō Kiyomasa est l'un des trois commandants de haut rang lors de la guerre de sept ans (1592–1598) contre la dynastie coréennes de Joseon. Avec Konishi Yukinaga, il s'empare de Séoul, Busan et de nombreuses autres villes importantes. Il vainc les derniers soldats réguliers coréens à la bataille de la rivière Imjin (1592) et pacifie la province de Hamgyong.
Quelques artisans coréens sont emmenés à Kumamoto par Katō Kiyomasa. Il existe à présent une ville nommée d'après Ulsan (Urusan) dans la préfecture de Kumamoto. Le temple de Katō Kiyomasa se trouve dans le château de Kumamoto, dans lequel sont consacrés Katō Kiyomasa lui-même, Ohki Kaneyoshi et Kin Kan, un Coréen qui a suivi Katō.
Katō Kiyomasa est un excellent architecte de châteaux et de fortifications. Pendant la guerre Imjin, il construit plusieurs châteaux de style japonais en Corée pour mieux défendre les terres conquises. Le château d'Ulsan est l'une de ces forteresses que construit Kiyomasa et il prouve sa valeur lorsque les forces sino-coréennes alliées l'attaquent avec des forces bien supérieures. Bien qu'en infériorité numérique, les Japonaise le défendent avec succès jusqu'à l'arrivée des renforts. Après la rencontre entre Tokugawa Ieyasu et Toyotomi Hideyori, Katō Kiyomasa tombe malade sur un bateau en route pour Kumamoto et décède peu après son arrivée en 1611. Son fils, Katō Tadahiro, est transféré dans le domaine de Dewa Maruoka dans la région de Tōhoku en 1632, par crainte qu'il devienne trop puissant ce qui entraîne la disparition du clan Katō.

## Clan Hosokawa
Hosokawa Tadatoshi du clan Hosokawa pénètre dans la province de Higo en 1632 et déclare qu'il respecte Katō Kiyomasa. Hosokawa Tadaoki, alors à la retraite, s'installe au château de Yatsushiro. Il y introduit le système du tenaga, qui est plus grand qu'un village, système qu'il a mis en œuvre dans son précédent domaine. La direction d'un tenaga est à l'origine obtenue par héritage, mais plus tard le chef d'un tenaga est nommé par une autorité supérieure. Il s'agit d'une bureaucratie, mais un système plus adapté que celui dû au seul patrimoine. 

## Christianisme

### Culture catholique et Amakusa

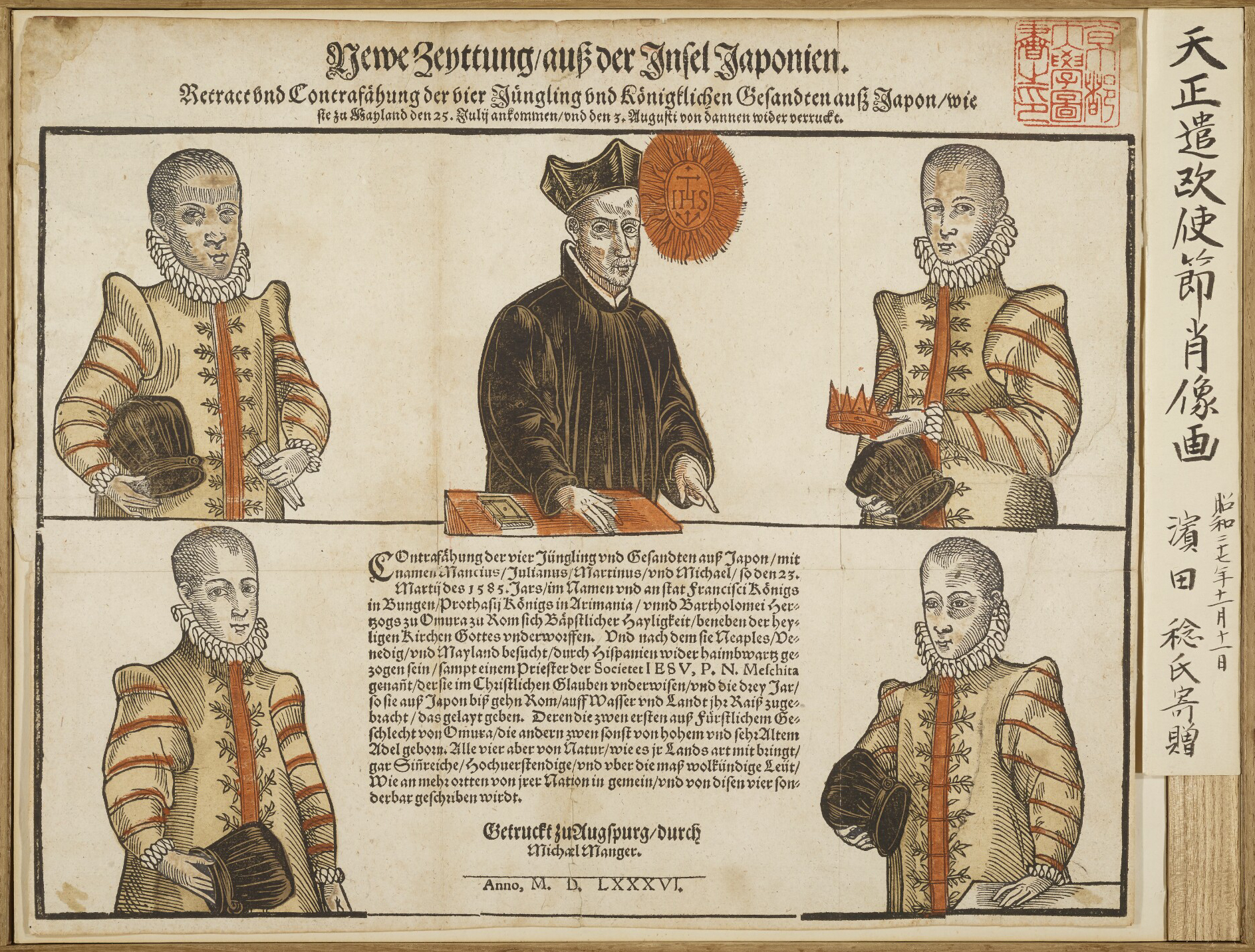
Première ambassade japonaise en Europe, qui rapporte une presse à imprimer à Amakusa en 1586.
En haut, de gauche à droite : Julião Nakaura, Father Mesquita, Mancio Ito.
En bas, de gauche à droite : Martinão Hara, Miguel Chijiwa.

Katō Kiyomasa est un bouddhiste sincère de la secte de Nichiren et il n'aime pas les chrétiens. Il propose qu'Amakusa et Tsurusaki (préfecture d'Oita) soient échangés quand il obtient la terre de Kumamoto ce qui règle l'affaire. Les gōzokus d'Amakusa se combattent les uns les autres à plusieurs reprises au cours de la période Sengoku. En 1560, ils se rendent compte de la supériorité de l'arquebuse que Matsuura Takanobu a introduite dans les guerres locales.
En 1566, un gōzoku demande à Cosme de Torrès (en)　l'envoi d'un missionnaire catholique et Luís de Almeida est dépêché la même année. Il construit une église avec la permission des dirigeants. En 1568, un congrès des missionnaires étrangers a lieu à Amakusa. En 1570, les missionnaires baptisent les Shiki, les Amakusa et les familles régnantes d'Amakusa où cinq ji-samouraï deviennent également chrétiens.
En conséquence, la culture catholique prospère. Le collège d'Amakusa (« collège Amacusa ») délivre des diplômes à des érudits entre 1591 et 1597, à Hondo ou Kawaura d'Amakusa. Il publie plus de douze livres dont les Fables d'Ésope en japonais en 1593 et le Heike monogatari (Feique No Monogatari) en 1592, sur une presse Gutenberg importée d'Italie par les savants partis à l'étranger, Ito Mansho, Mancio Ito, Miguel Chijiwa, Hara Maruchino et Nakaura Julian. Après leur retour, ils poursuivent leurs études au collège d'Amakusa,.
Le nombre de chrétiens à Amakusa est élevé, plus de la moitié des habitants, 9 000 à 11 000 (en 1580) ou 23 000 (en 1592) sont documentés. Après le martyre des 26 saints à Nagasaki et l'interdiction du christianisme, la machine à imprimer est transférée à Nagasaki.

### Rébellion de Shimabara
La rébellion de Shimabara est un soulèvement impliquant en grande partie des paysans japonais, la plupart chrétiens catholiques, en 1637 et 1638. À la suite de la construction d'un nouveau château à Shimabara par le clan Matsukura, les taxes sont considérablement relevées, ce qui provoque la colère des paysans locaux et des samouraïs sans seigneur (les Rōnin) . En outre, la persécution religieuse contre les chrétiens locaux exacerbe leur mécontentement qui se transforme en révolte ouverte en 1637. Le shogunat Tokugawa envoie une force de plus de 125 000 hommes et les vainc. Le chef rebelle Amakusa Shiro, un charismatique chrétien de 15 ans, meurt quand tombe le château. Récupérée à la suite de la chute, sa tête est exposée sur une pique à Nagasaki pendant une longue période par la suite comme avertissement à tous les autres rebelles chrétiens potentiels. La persécution du christianisme est strictement appliquée. La politique nationale d'isolement du Japon est renforcée et la persécution officielle du christianisme se poursuit jusqu'en 1850. En 1641, Amakusa est placée sous le contrôle direct du shogunat Tokugawa.

### Chrétiens cachés à Amakusa

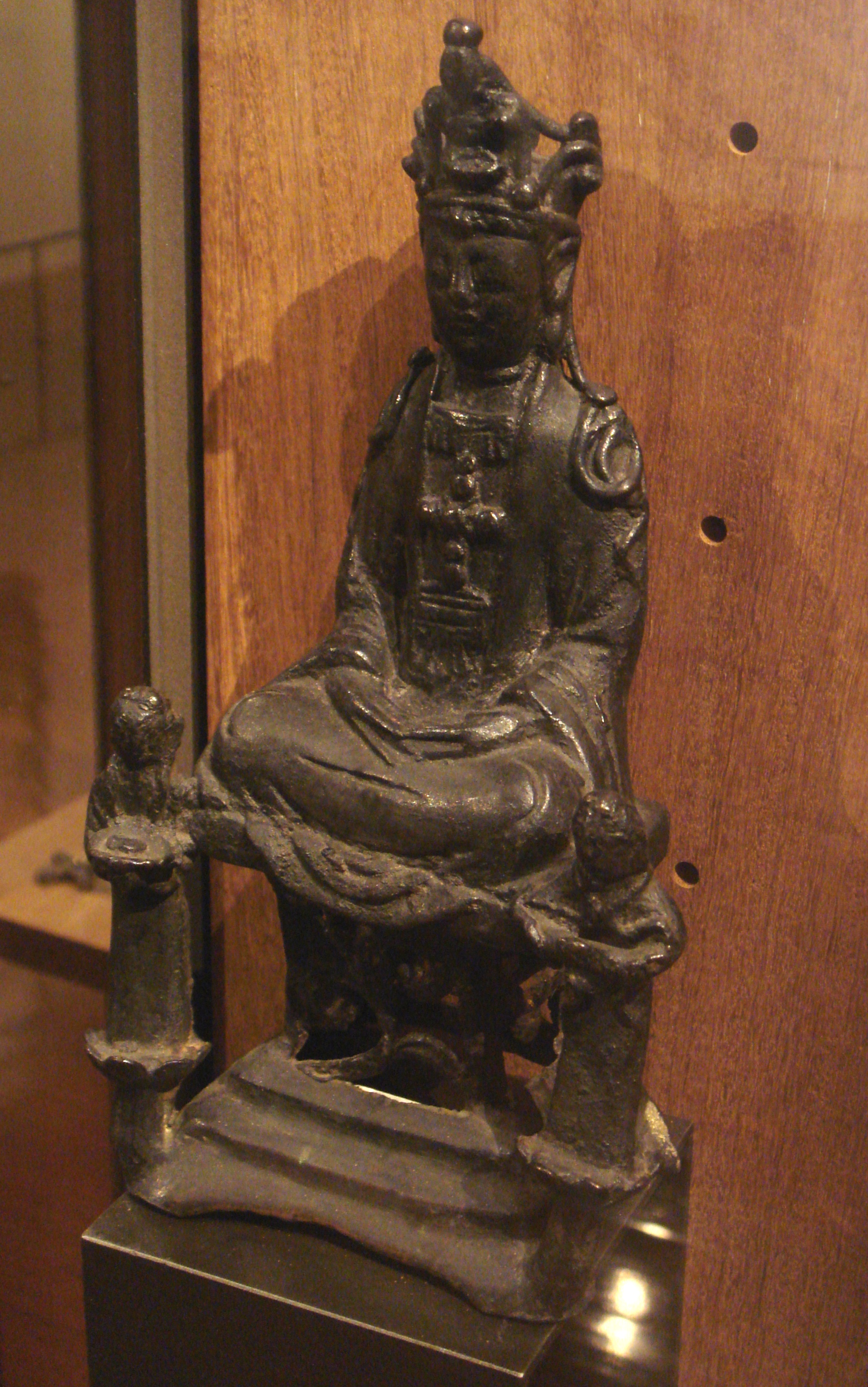
La Vierge Marie déguisée en Kannon, culte Kirishitan, XVIIe siècle. Salle des Martyrs de la Société des missions étrangères de Paris.

En 1805, 5 200 chrétiens cachés souterrains sont découverts à Amakusa. Le shogunat Tokugawa traite cette question avec une clémence inattendue et reconnaît les conversions religieuses.

### Amakusa et le christianisme ultérieur
Certains à Amakusa croient que l'interdiction du christianisme a été levée et certaines personnes déclarent que leur foi s'est convertie au christianisme en 1876. Cependant, cela n'est pas accepté et quelques autres sont punis parce qu'ils ont mené des funérailles selon le rité chrétien. En 1892, un père français, Frédéric Louis Garnier, (1860–1941) édifie une église à Oe, Amakusa.

## Époque d'Edo
L'aménagement de la zone de la ville de Kumamoto est achevé à l'époque de Katō Kiyomasa. La Tsuboi-gawa (rivière) est séparée de la Shira-gawa. Des portions de la Tsuboi-gawa et de l'Iseri-gawa sont aménagées en douves pour le château de Kumamoto. Des zones résidentielles pour les samouraï sont placées autour du château et les domaines des citadins marchands en sont séparés. Le pont Choroku est le seul pont traversant la Shira-gawa (rivière), et le seul disponible pour la défense du château de Kumamoto. Le parc Suizen-ji Jōju-en, un jardin de style japonais, est réalisé à l'usage exclusif du clan Hosokawa en 1634. Une usine de production de cire est achevée en 1803, dont les produits sont transportés par voie fluviale jusqu'à la mer.

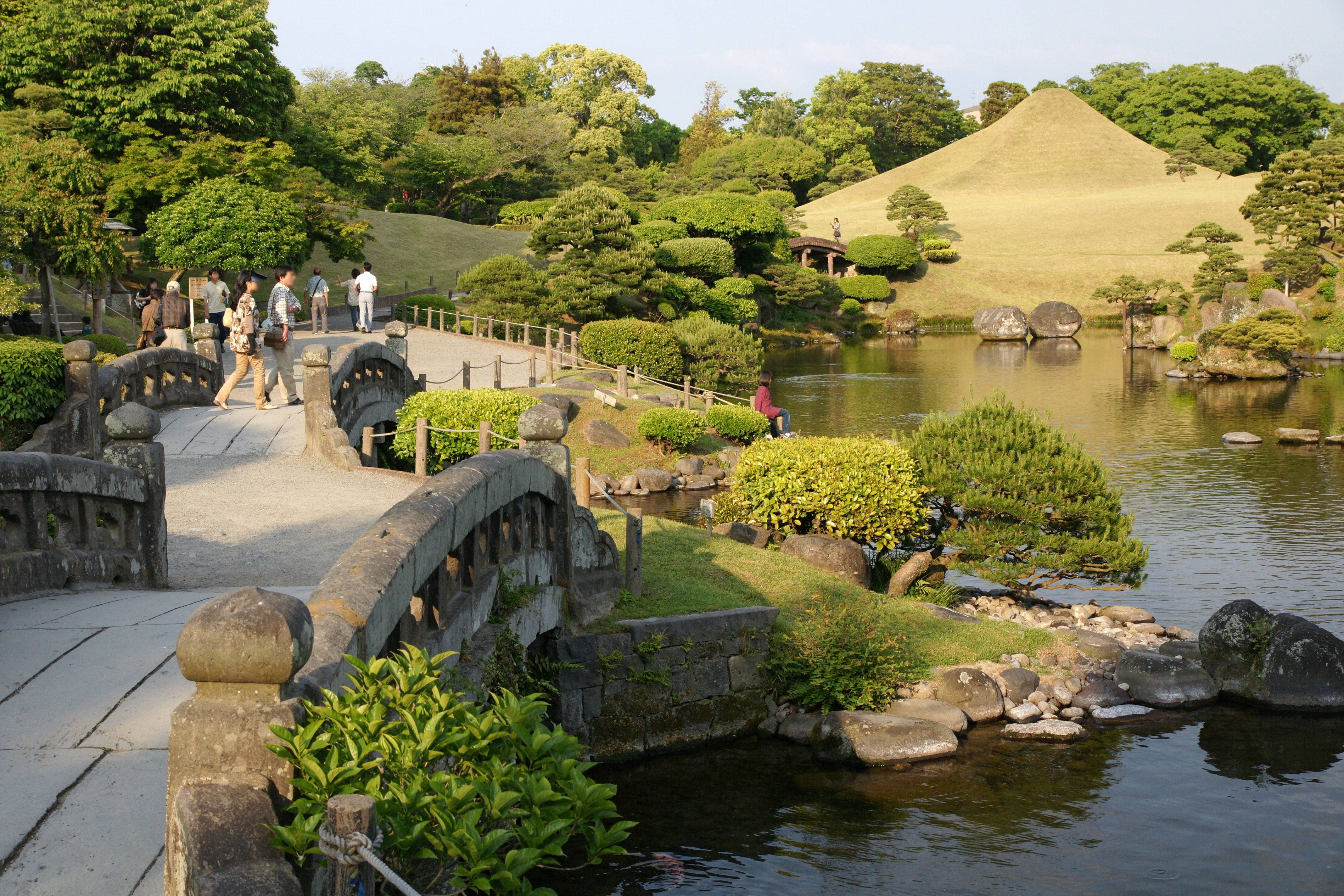
Le parc Suizen-ji Jōju-en.

Des temples sont incendiés durant la période Sengoku, en particulier ceux dans la région entourant le mont Aso, mais certains sont ensuite reconstruits. Dans ces zones, des sites de sources chaudes sont construits entre 1804 et 1829 à Kurokawa et Yamaga. La production de saké prospère.
Le château d'Uto est détruit une fois mais il est reconstruit avec un service de distribution d'eau qui fonctionne encore aujourd'hui. Bien que le domaine de Higo (Kumamoto et Yatsushiro) soit alors un seul et même domaine, le château de Yatsushiro fait exception à la règle d'un château par un domaine, parce qu'il est nécessaire de défendre Kumamoto contre le puissant domaine de Satsuma au sud et pour protéger le Japon d'une invasion étrangère.
Katō Kiyomasa et le clan Hosokawa accroissent la productivité du han de Kumamoto par divers moyens tels que le contrôle des rivières et la remise en état des terres par drainage sur la mer. Un exemple de ces travaux est la construction de pont de Tsūjun qui permet de fertiliser des terres jusqu'alors stériles.

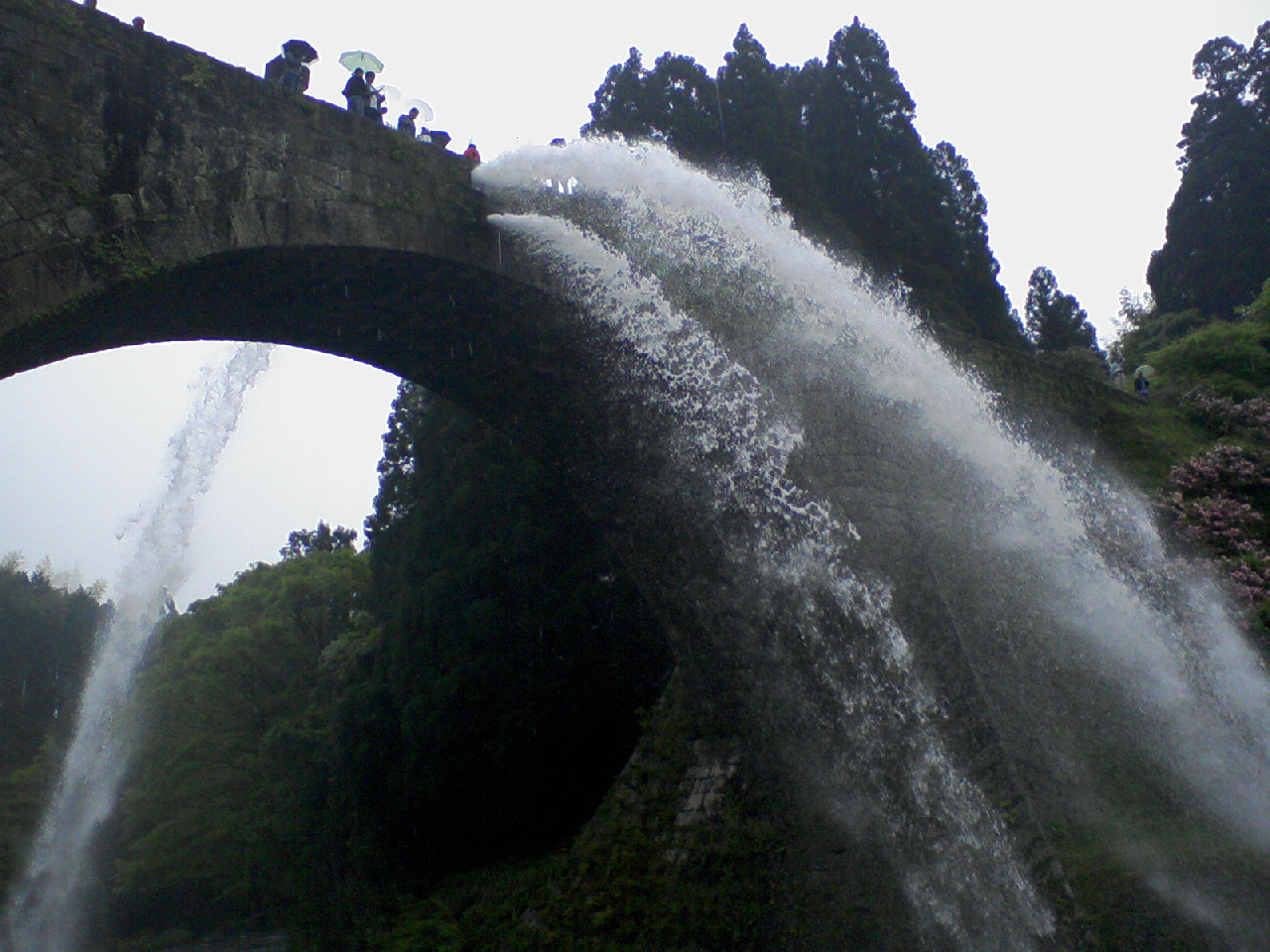
Le pont Tsūjun décharge de l'eau en mai 2007.

Le domaine de Hitoyoshi bénéficie du statut de han distinct avec un système de taxation spécial; divers articles sont éligibles à la taxation en plus du riz et ils sont transportés par la rivière Kuma. Dans les îles d'Amakusa, Suzuki Shigenari qui est à la tête de la branche régionale du shogunat Tokugawa et gouverne l'archipel plaide à plusieurs reprises auprès du shogunat pour une réduction de la taxation du riz de 42 000 koku à 21 000 koku. Il commet le suicide rituel (seppuku) pour obtenir cette réduction avec succès, mais il est possible qu'il soit mort de maladie.

## Réforme de l'ère Hōreki

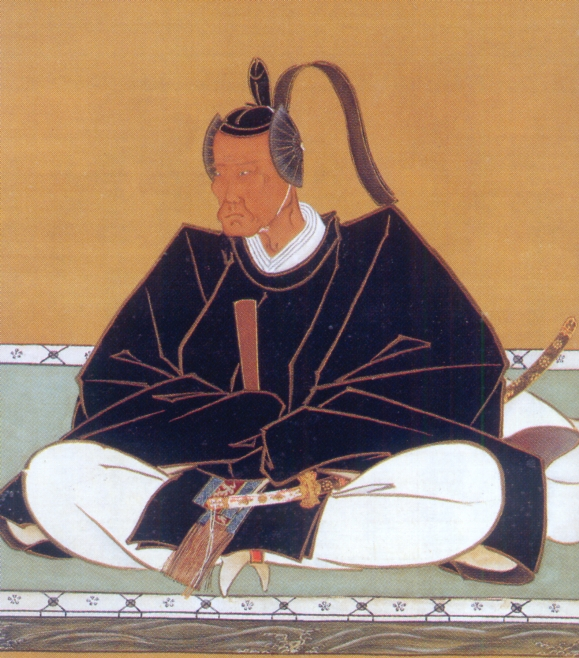
Hosokawa Shigekata, daimyo sauveur du domaine de Kumamoto.

Hosokawa Shigekata (23 janvier 1721 – 27 novembre 1785) est le 6e daimyo de Kumamoto du clan Hosokawa, connu pour la réforme financière réussie du domaine de Kumamoto. Hosokawa doit faire face aux difficultés financières du clan Kumamoto. Le déficit à l'époque de l'administration de son père atteint 400 000 ryō. La situation financière de son han empire en raison d'une famine et de la pratique du sankin kōtai imposée par le shogunat Tokugawa, pratique qui impose à un daimyo de passer une année en alternance dans la ville d'Edo. Cette politique est un lourd fardeau financier pour un daimyo qui doit financer un voyage à la capitale d'une manière qui sied à son statut et doit maintenir une résidence appropriée dans la capitale et dans son domaine.
En 1752, il engage Hori Katuna le grand bugyō, souvent traduit par « commissaire », « magistrat » ou « gouverneur », titre attribué aux agents de l'État du Japon pré-moderne. Hori se rend immédiatement à Osaka pour négocier un prêt avec la famille Kohnoike et d'autres mais les riches familles d'Osaka refusent les demandes du domaine. Par la suite, Hori réussit à emprunter une grosse somme d'argent de Kajimaya en échange de 100 000 koku de riz. Kajimaya demande au domaine de Kumamoto des intérêts considérablement réduits.
À l'origine, 100 koku par samouraï correspondent à 40 koku de riz, le samouraï obtient donc 40 % de la somme initilae. Après la réforme, 20 koku sur 100 vont au samouraï, puis 13, ce qui signifie une réduction de 65 %. 

### Réforme de l'éducation, des lois commerciales et du droit pénal
Le domaine de Kumamoto désire que les samouraïs soient satisfaits de la réforme et en même temps qu'ils se forment eux-mêmes comme samouraïs. L'une des idées fortes de la réforme consiste à construire une école han pour samouraïs et autres. Une autre idée est de réhabiliter ceux qui sont contre les règles et Shigekata met en place dans son domaine de nouvelles lois pénales complètement différentes. Par ailleurs, Shigekata et Hori commencent la production de washi (papier japonais), de soie et de cire.

### Famine et tsunami
En 1634, une terrible famine contribue peut-être à la rébellion de Shimabara de 1637. Une diminution de la production de riz est observée de temps à autre ; en 1729 survient une autre famine et la production rizicole ne représente que 11 % de la production annuelle moyenne. En plus de la famine, un tsunami ajoute aux difficultés. En 1792, une grande montagne, le Mayu-yama (Maeyama) située au pied du volcan Unzen (dans l'actuelle préfecture de Nagasaki) s'effondre à la suite de tremblements de terre volcaniques et génère un énorme tsunami qui frappe le littoral de la préfecture de Kumamoto. 15 000 personnes en tout périssent. Il s'agit du deuxième plus puissant tsunami dans l'histoire du Japon, après le séisme de 2011 de la côte Pacifique du Tōhoku.
.

## Révoltes paysannes
Habituellement comprises comme des soulèvements de paysans pauvres, il est avéré que de riches agriculteurs participent également à ces révoltes. Dans la province de Higo, plus de 100 cas de soulèvements paysans sont enregistrés. Ces cas se caractérisent par un petit nombre de participants, moins de 300 personnes, ainsi que par leur demande de réduction de la fiscalité, le mécontentement relatif à l'instabilité de la monnaie du han, une demande de démission du shōya et de ses employés. En 1747, un soulèvement paysan se produit dans le district d'Ashikita, exigeant le retrait de la démission de Inatsu Yaemon, un haut fonctionnaire à l'écoute des agriculteurs. Le nombre des participants se monte à 7 000 à 8 000 personnes.

## XIXesiècle

### Yokoi Shōnan et le bakumatsu

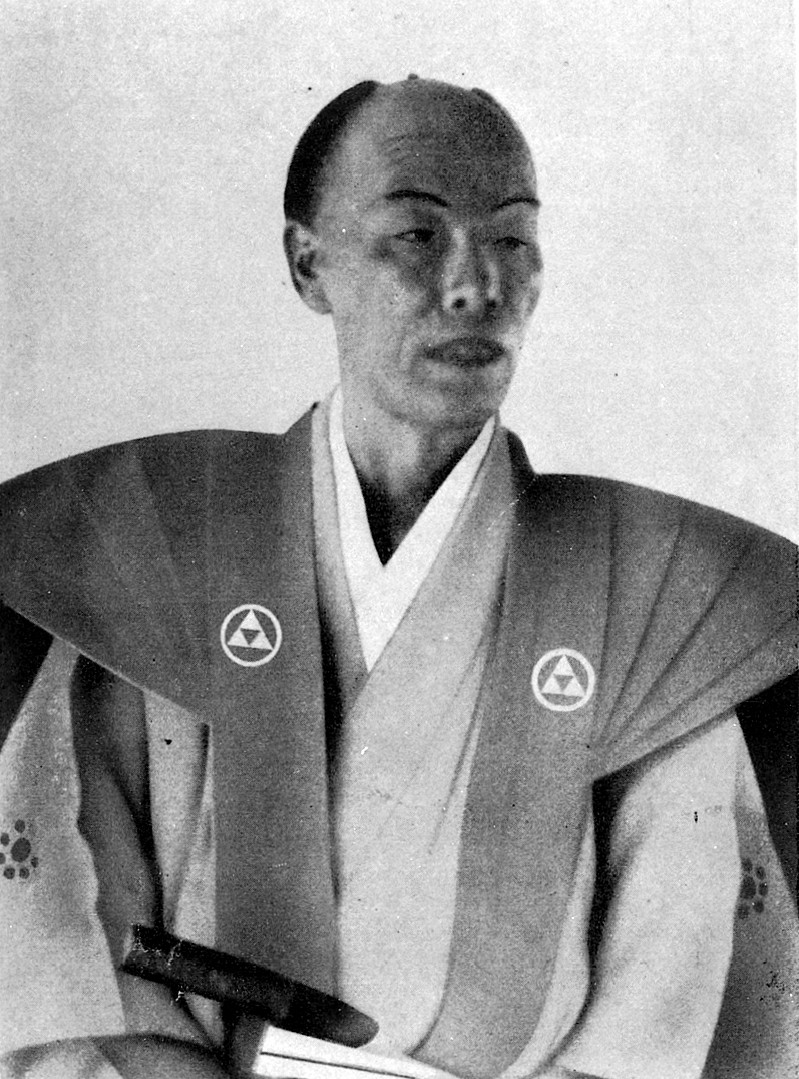
Yokoi Shōnan

Le bakumatsu est une période qui se situe à la fin du shogunat Tokugawa. Yokoi Shōnan (1809–1869) est un érudit et réformateur politique au Japon, influent autour de la chute du shogunat. Né samouraï à Kumamoto, il est envoyé par le domaine à Edo en 1839 pour étudier et développe des contacts avec les membres du domaine de Mito favorables à la réforme. De retour à Kumamoto, il met en place un groupe pour promouvoir la réforme de l'administration de domaine en accord avec les principes néoconfucéens. En 1857, il est invité par Matsudaira Yoshinaga, daimyo du domaine de Fukui dans la province d'Echizen, pour devenir son conseiller politique. Bien qu'il soit très apprécié à ce moment, il est assassiné en 1869.

### Restauration de Meiji

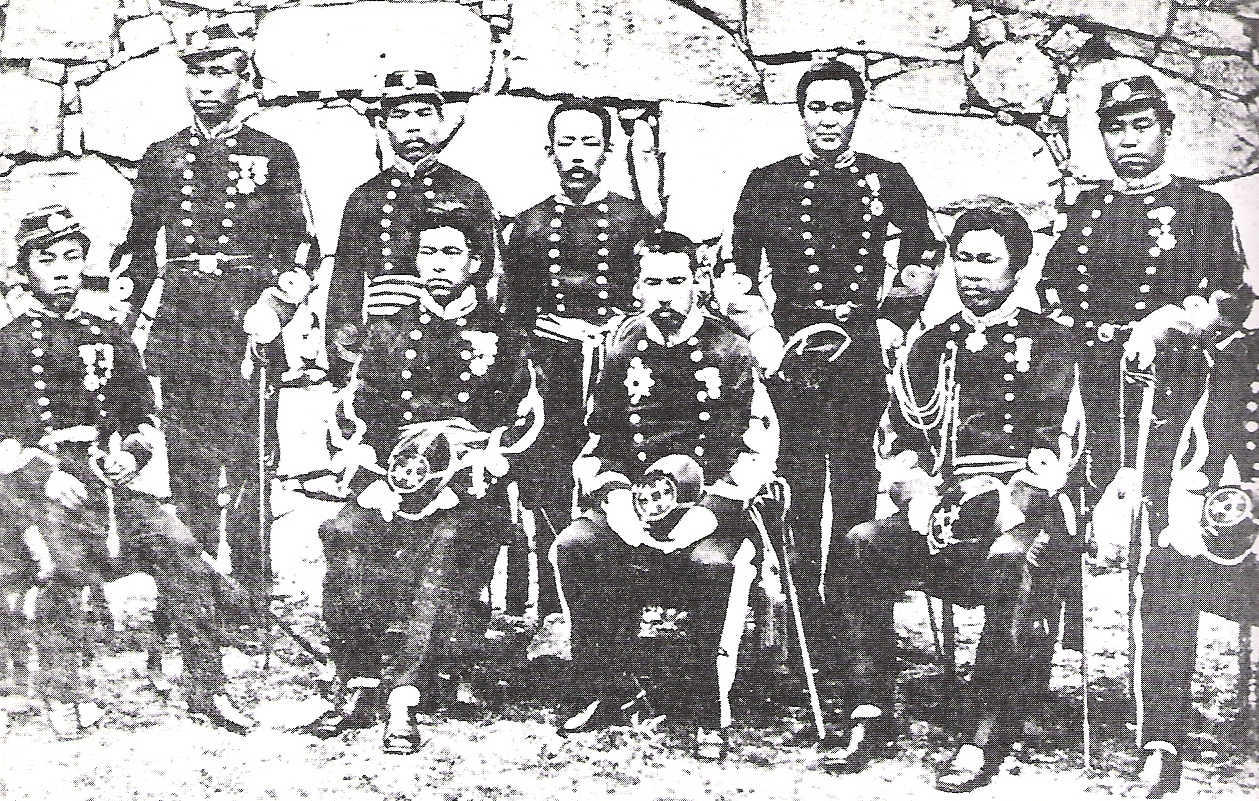
Officiers de l'armée impériale japonaise de la garnison de Kumamoto, qui ont résisté au siège du château de Kumamoto par Saigō Takamori, 1877

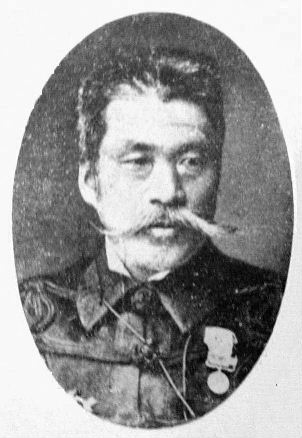
General Tani Tateki

Une série d'événements s'enchaîne alors, du bakumatsu, à la restauration de Meiji (1868), l'abolition du système han (1871) et la rébellion de Satsuma (1877). Le nom de la préfecture est finalement fixé : « Préfecture de Kumamoto » en 1876.
Les édits d'abolition de l'épée et d'abolition du système des castes sont publiés en 1876, et les samouraïs mécontents protestent. Saigo Takamori, héros et chef de la restauration Meiji, quitte le gouvernement Meiji central et rentre à Kagoshima, avec des fidèles samouraïs en colère.

#### Rébellion de Satsuma
L'armée Satsuma arrive à Kumamoto mais languit pendant deux mois au cours du siège du château de Kumamoto qui prouve l'incomparable longévité du château. Peu de temps avant leur attaque sur le château, le paysage urbain environnant est incendié en préparation de la bataille. Le château de Kumamoto est également incendié mais la cause du sinsitre est inconnue. Le commandant du château de Kumamoto est Tani Tateki, récemment rentré de l'expédition de Taïwan de 1874.

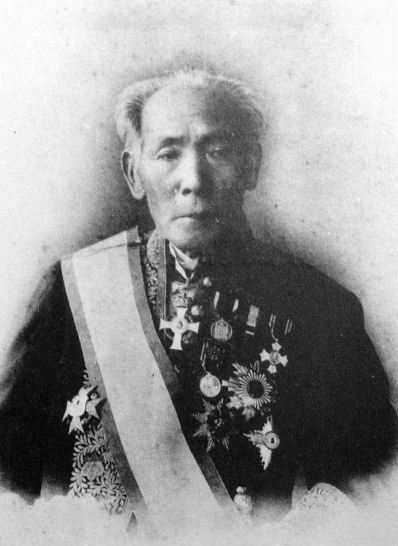
Comte Sano Tsunetami

Au mois de mai 1877, Sano Tsunetami crée le « Hakuaisha », une organisation de secours pour fournir une assistance médicale aux soldats blessés lors de la rébellion de Satsuma. Cette organisation devient la Société japonaise de la Croix-Rouge en 1887, avec Sano pour premier président..
Sōha Hatono VIII de Kumamoto (1844–1917) est un médecin japonais. Il soigne d'égale façon les soldats blessés des deux côtés de la rébellion de Satsuma (1877) qui oppose le domaine de Satsuma et le nouveau gouvernement impérial. Il fait face à un procès pour avoir tenté d'aider l'ennemi mais il est innocenté. Ses activités sont en accord avec l'esprit du mouvement international de la Croix-Rouge et du Croissant-Rouge.

## Modernisation

### Armée Impériale
Le Chinzei Tandai, une des six grandes unités de l'armée japonaise, est installée à Kumamoto en 1871. Après la rébellion de Satsuma en 1877, la 6e division d'infanterie de l'armée impériale est formée à Kumamoto le 12 mai 1888, en tant qu'une des nouvelles divisions devant être créées après la réorganisation de l'Armée impériale japonaise, loin des six commandements régionaux et dans une structure de commandement divisionnaire. Le quartier général est placé au château de Kumamoto, avec le bataillon d'infanterie, le bataillon de cavalerie et le bataillon d'artillerie, et cet arrangement prend fin à l'issue de la Seconde Guerre mondiale. Le Japon s'engage dans la première guerre sino-japonaise en 1894. Après la guerre russo-japonaise, Kumamoto accepte environ 5 000 prisonniers de guerre chinois à Toroku. Des grandes manœuvres sont organisées à Kumamoto, en présence de l'empereur Hirohito en 1931.

### Kumamoto sur la voix de la prospérité
La zone d'entraînement Yamasaki de l'armée, mise en place après la rébellion de Satsuma, bloque la circulation et le développement de la ville de Kumamoto. En considération de l'opinion publique, des bâtiments militaires sont transférés à Toroku et Oe Mura, mais le lieu de formation Yamasaki reste en place. Ce n'est qu'en 1898 qu'il est finalement déplacé à Oe Mura et aux frais de la ville de Kumamoto. Après le déménagement du lieu de formation Yamasaki, Renpei Cho et Karashima Cho (alors maire) sont nommés, et le Shinshigai devient le tronçon le plus fréquenté de la ville de Kumamoto. En 1907 est fondée la société Light Railway (en) de Kumamoto, qui plus tard devient la Société Kumamoto Electric Railway, puis société de tramways. Les organismes publics sont invités, comme le 5e collège supérieur en 1887 qui devient 5e secondaire en 1894 et le bureau du monopole du tabac en 1911. Les infrastructures telles que la construction de routes, l'approvisionnement en eau (1924), les lignes de tramway sont achevées, qui servent de base au développement de la ville de Kumamoto.

#### Désastres
Vers la fin de la Seconde Guerre mondiale, Kumamto subit plusieurs raids aériens, dont le plus dévastateur durant la nuit du 30 juin au 1er juillet 1945. Environ un tiers de la ville est incendié faisant plis de 300 victimes. Après la guerre, la région connaît un nombre considérable d'inondations dues aux typhons, inondations peut-être exacerbées par la déforestation et le retard dans l'aménagement des rivières. En juin 1953, l'effet cumulé d'une éruption du mont Aso et des inondations du nord de Kyūshū (en), a pour conséquence l'envahissement du centre de Kumamoto par un flot de débris et la disparition de plus de 500 personnes dans la préfecture.
Différents barrages, comme le barrage d'Ichifusa, celui de Midorikawa et celui de Ryumon sont construits pour éviter une autre catastrophe. Le barrage de Tateno est en construction.
L'incendie du grand magasin Taiyo en 1973 a lieu dans le centre de la ville de Kumamoto. L'incendie se déclare à 13h15 le 29 novembre 1973 et 103 personnes meurent dans le brasier. Après l'incendie, les réglementations nationales relatives à la construction des bâtiments sont renforcées, dont l'une impose la construction d'un escalier indépendant à l'extérieur des immeubles de grande hauteur.

#### Industrialisation
Depuis les premiers temps de la région, l'agriculture reste un important secteur d'activité. En 1911, le gouvernement encourage l'agriculture en plaçant des stations agricoles expérimentales dans la préfecture de Kumamoto. À partir de 1964, l'industrialisation commence, avec des usines pour la production de motos et de semi-conducteurs. Le projet « Technopolis Kumamoto » est lancé pour inviter les différentes usines près de l'aéroport de Kumamoto. Les cinq ponts d'Amakusa qui relient le continent à Kyūshū et aux îles de l'archipel Amakusa, sont ouverts à la circulation le 24 septembre 1966. Ces cinq ponts donnent non seulement espoir et confiance dans le développement de la technologie de construction de pont au Japon, mais changent aussi de nombreux aspects de la vie dans les îles Amakusa. Le mont Aso et Amakusa deviennent des destinations touristiques.

## Maladie de Minamata

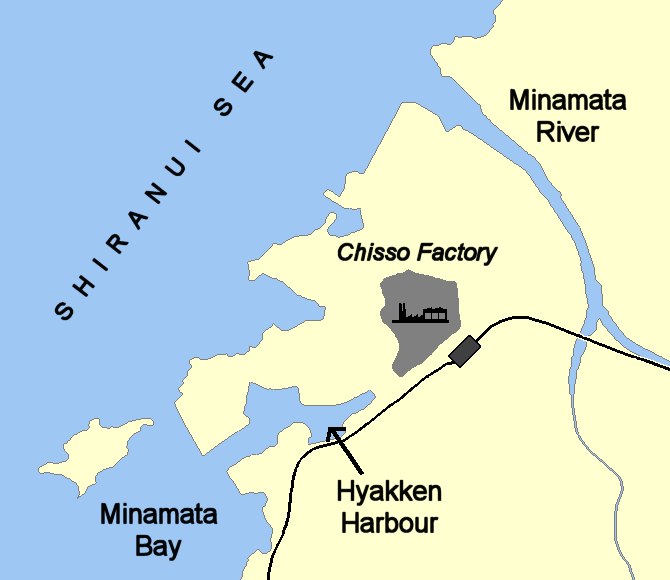
Les circuits d'eaux usées de l'usine Chisso

Le groupe Chisso (en) (チッソ株式会社, Chisso kabushiki kaisha) groupe spécialisés dans la pétrochimie et dans tous ce qui est chimique .Ouvre une usine dans la ville de Minamata en 1908. C'est en 1956 qu'est identifiée et décrite la maladie de Minamata; elle est causée par la libération de méthylmercure dans les eaux industrielles usées de l'usine. Les symptômes de la maladie comprennent une ataxie, des engourdissements dans les mains et les pieds, une faiblesse musculaire générale, un rétrécissement du champ de vision et des dommages aux capacités de l'audition et de la parole. En mars 2001, 2 265 victimes sont officiellement reconnues (dont 1 784 sont mortes) et plus de 10 000 reçoivent une compensation financière de Chisso. En 2004, la Chisso Corporation a payé 86 millions de $ en compensations. Le 29 mars 2010, un accord est conclu pour indemniser les victimes non encore certifiées.

## Conseillers étrangers dans la préfecture de Kumamoto

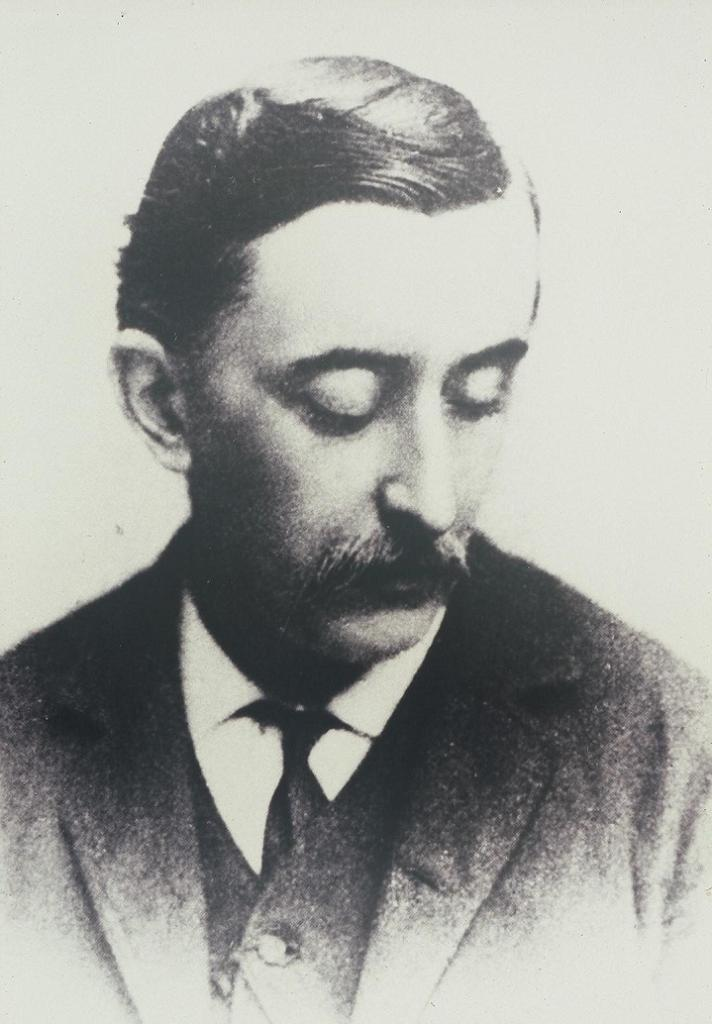
Patrick Lafcadio Hearn
Koizumi Yakumo(小泉八雲)

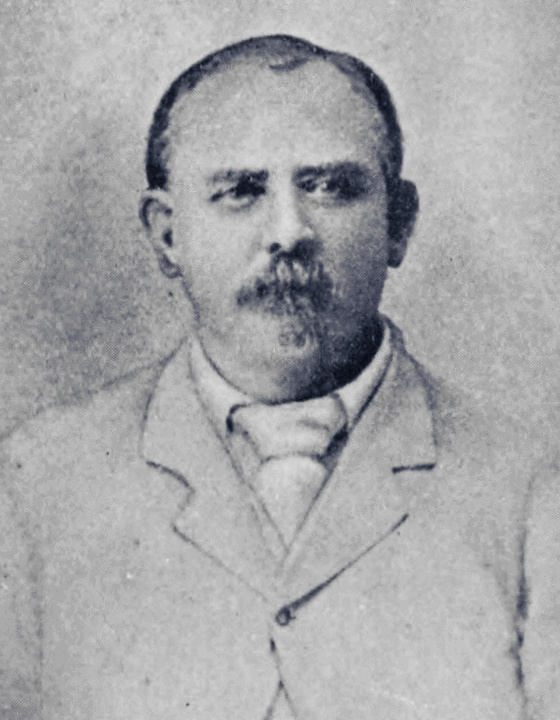
Leroy Lansing Janes

- Hannah Riddell (1855–1932), Anglaise qui crée le premier léproserie de Kumamoto, l'hôpital Kaishun en 1895.
- Ada Hannah Wright (1870–1950), Anglaise, directrice (1932–1941) de l'hôpital Kaishun.
- Lafcadio Hearn, aussi appelé Koizumi Yakumo, (1850–1904); écrivain irlandais, possède les collections les plus connues de légendes japonaises et les histoires de fantômes, comme Kwaidan; travaille à l'université de Kumamoto.
- Père Jean Marie Corre, prêtre français qui fonde un léproserie, l'hôpital Tairoin (en), en 1898.
  - Marie Colombe de Jesuis, Marie Beata de l'Immaculée Conception, Marie de la Pureté, Marie Annick et Marie Trifine : infirmières volontaires pour travailler à l'hôpital Tairoin.
- Leroy Lansing Janes (1837–1909), est un officier de l'Armée de terre des États-Unis. Il enseigne l'anglais à des élèves japonais au Yoh Gakkou à Kumamoto, sans interprète ainsi que l'écriture de l'anglais, la littérature, les mathématiques, la physique, la chimie et l'histoire. En 1876, il enseigne le christianisme à 30 élèves et son école est dissoute.
- Constant George van Mansvelt (1832–1912), est un médecin hollandais qui enseigne la médecine à Nagasaki en 1866 et à Kumamoto (« école de médecine Kojo ») entre 1871 et 1873. Parmi ses étudiants de Kumamoto se trouve Kitasato Shibasaburō. En 1876, il enseigne la médecine à l'hôpital préfectoral de Kyoto. En 1877, il est à l'hôpital d'Osaka et en 1879, rentre à Leeuwarden. Il décède en 1912 à l'âge de 80 ans. Il a enseigné tous les sujets de la médecine[11].

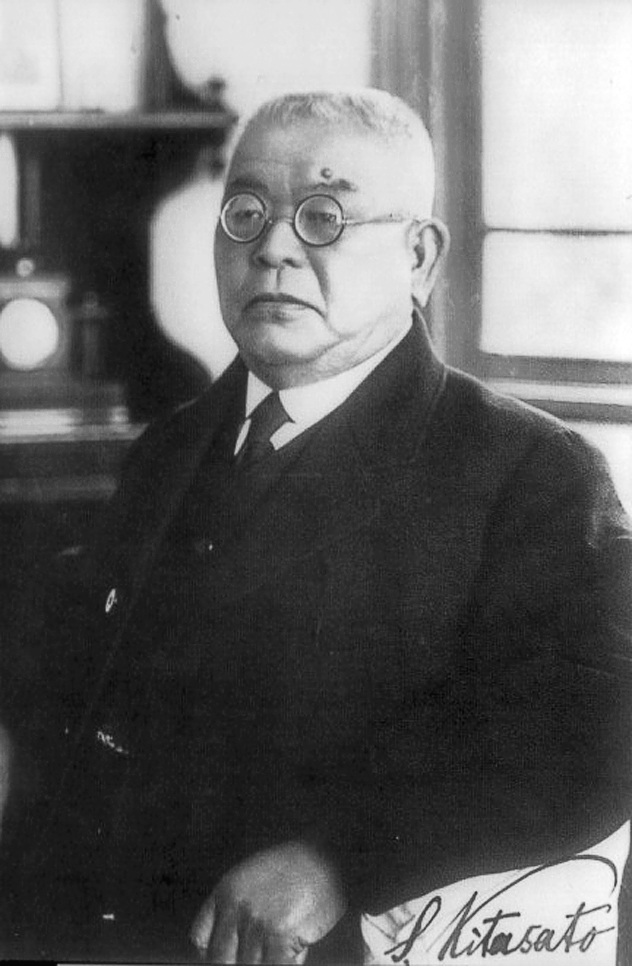
Baron Kitasato Shibasaburō

## Source de la traduction
- (en) Cet article est partiellement ou en totalité issu de l’article de Wikipédia en anglais intitulé « History of Kumamoto Prefecture » (voir la liste des auteurs).